# Osteopelta praeceps
Osteopelta praeceps is een slakkensoort uit de familie van de Osteopeltidae. De wetenschappelijke naam van de soort is voor het eerst geldig gepubliceerd in 1994 door B.A. Marshall.